# Marcus Larcius Magnus Pompeius Silo
Marcus Larcius Magnus Pompeius Silo war ein im 1. Jahrhundert n. Chr. lebender römischer Politiker.
Durch ein Militärdiplom ist belegt, dass Silo am 20. September 82 zusammen mit Titus Aurelius Quietus Suffektkonsul war.